# Clara Schroth-Lomady
Clara Marie Schroth-Lomady (Filadelfia, 5 ottobre 1920 – Carlisle, 7 giugno 2014) è stata una ginnasta statunitense.

## Palmarès

### Olimpiadi
- 1 medaglia:
  - 1 bronzo (Londra 1948 a squadre)